# TADIXS

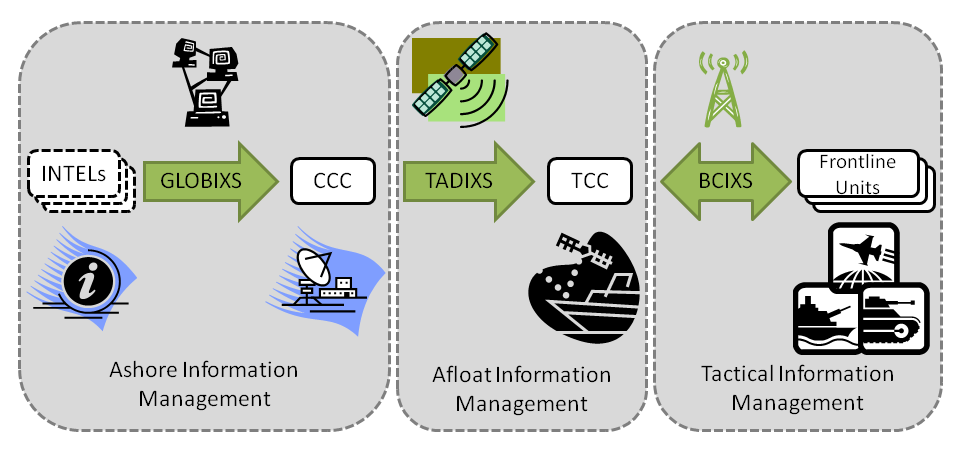
コペルニクスC4Iコンセプト。TADIXSは、CCC（統合軍司令部複合体）とTCC（戦術指揮所）を結ぶ衛星回線である。

TADIXS (Tactical Data Information Exchange Subsystem)は、アメリカ海軍において、水平線外における索敵・標的（OTH-T）に関する情報を、陸上から艦隊に伝達するための情報システム（C4Iシステム）。
TADIXSは、1970年代後半より開発され、1980年代中盤より運用を開始した。これは、長射程のトマホーク巡航ミサイルの艦隊配備に伴い、水平線外における索敵・標的（OTH-T）能力をトマホーク搭載の戦闘艦に付与する必要性が生じたことによるものであった。トマホーク武器システムの主要なリンクとして、双方向通信により測的データを共有するTADIXS-Aと、地上司令部から艦隊に情報資料を配信するTADIXS-Bの2タイプが配備された。
その後、1990年にジェリー・O・タトル提督が提唱したコペルニクスC4Iコンセプトにより、TADIXSはさらに重要な役割を担うこととなった。コペルニクスC4Iコンセプトとは、洋上の作戦指揮官（OTC）およびその任務群司令所（TFCC）を全軍事活動の中核と定義し、ここに作戦支援（OPS）、情報支援（INTEL）の両系列のC4Iシステムを集中させるというものであるが、このとき、TADIXSは、地上司令部（FCC）からTFCCに対するINTEL回線として使用されることとなったのである。現在、TADIXS-Bは、IBSに統合されている一方、TADIXSは、既存のOTCIXSなどを代替する総合的な通信システムとなる計画である。
交信には、RAINFORMと呼ばれる形式のメッセージ（2400 bps）、テレタイプ（75 bps）、あるいは秘匿音声通話を使用する。OPS系列の同種システムとして、戦闘群内外の指揮・統制に使用されるOTCIXSとともに配備されることが多い。多くの場合、FLTSATCOMなど極超短波帯の衛星通信を使用しており、WSC-3などのDAMA端末、ON-143衛星リンク端末、KG-84A暗号機などによって運用される。
また、TADIXSの潜水艦版として、SSIXS（Submarine Satellite Information Exchange Subsystem）がある。